# Felice Borroni
Felice Borroni (Lesa, 20 novembre 1761 – Lesa, 27 maggio 1840) è stato un imprenditore e filantropo italiano.

## Biografia
Felice Antonio Borroni, figlio di Giuseppe Antonio e di Anna Maria Simeone, nacque nel 1761 a Solcietto, frazione di Solcio di Lesa, sul Lago Maggiore. 
Viaggiando per l'Europa di fine XVIII secolo e poi stabilitosi nei Paesi Bassi vi accumulò il suo patrimonio con l'esercizio di attività commerciali e finanziarie.
Al suo definitivo ritorno in patria, stabilitosi nella sua casa in via Portico 1 a Solcio, si dedicò a varie iniziative filantropiche.  Finanziò la costruzione della Chiesa di San Rocco (1830), in forme neoclassiche. Sensibile alle difficoltà dei più indigenti della zona, istituì inoltre l'Opera Pia Borroni per il loro soccorso e dispose anche un fondo per l'elargizione di una dote alle “zitelle” dei paesi vicini. Fondò infine la scuola elementare per i bambini del paese, dotandola del capitale necessario al funzionamento e per la paga dei maestri.
Alla sua morte fu sepolto accanto alla prima moglie Giovanna Eckermans (Rotterdam, 1777 + Solcio, 1832) nella chiesa che aveva fatto costruire.

Privo di eredi diretti, la sua attività benefica e assistenziale fu continuata dai nipoti don Felice Borroni e Giovanna Borroni Tosi e confermata dal Governo Crispi con un Regio Decreto il 27 gennaio 1889. 
Il Comune di Lesa in suo ricordo ha dedicato una strada cittadina.
Un dipinto giovanile del pittore pavese Cherubino Cornienti lo ritrae nel 1838; questo stesso dipinto è stato il modello per il suo busto marmoreo posto nella Chiesa di San Rocco in Solcio di Lesa.